# Dabou
Dabou est une ville de Côte d'Ivoire proche d'Abidjan et « capitale » des Adioukrou, peuple de la grande famille des Akan. Elle est la capitale du district des lagunes et le chef-lieu de la région Grands-Ponts. Sa population est estimée en 2021 à 138 083 habitants.
Marginalisée économiquement, aujourd'hui, elle a été une ville de premier plan durant la période coloniale.

## Histoire
En février 1843, le capitaine Faidherbe signe avec le chef de la confédération de Débrimou, un traité reconnaissant la souveraineté française.
À la suite de l'expédition menée par le commandant Baudin, commandant la station navale des Côtes occidentales d'Afrique, et de la signature d'un traité reconnaissant la souveraineté française par le chef de la confédération de Débrimou, en février 1843, Louis Faidherbe construit un fort en bordure de la lagune Ebrié, dont il reste encore quelques vestiges.
Via le wharf de Dabou par où les marchandises sont embarquées et débarquées, Dabou est un port important juste après Abidjan durant la période coloniale.
Est construit en 1931-1932, au-dessus du fleuve Agnéby, un pont (dit « Pont Eiffel » en raison de sa structure en acier), qui sera, longtemps, une porte d'entrée incontournable vers l'intérieur du pays pour qui vient d'Abidjan. Ce rôle cessera avec la construction de la route vers Yamoussoukro.

## Administration
La sous-préfecture de Dabou a été créée, le 2 janvier 1961. Une loi de 1978 a institué 27 communes de plein exercice sur le territoire du pays.
| Date d'élection | Identité                 | Parti    | Qualité                   |
| --------------- | ------------------------ | -------- | ------------------------- |
| 1980            | Jean Kaul-Memel          | PDCI-RDA | Enseignant de philosophie |
| 1985            | Lohouès Essoh Vincent    | PDCI-RDA | Homme politique           |
| 1990            | Lohouès Essoh Vincent    | PDCI-RDA | Homme politique           |
| 1995            | Albert Kakou Tiapani     | PDCI-RDA | Homme politique           |
| 2001            | Albert Kakou Tiapani     | PDCI     | Homme politique           |
| avril 2013      | Mohamed Sess Soukou      | RDR      | Député, homme politique   |
| octobre 2018    | Yédé Niangne Jean-Claude | PDCI     | Député, homme politique   |

## Démographie
| 1975   | 1988   | 1998   | 2010   | 2021    |
| ------ | ------ | ------ | ------ | ------- |
| 23 134 | 39 494 | 54 892 | 82 021 | 138 083 |

D'après le recensement général de la population de 2021, l'ensemble de la sous-préfecture comptait alors 138 083 habitants.

### Secteur communal

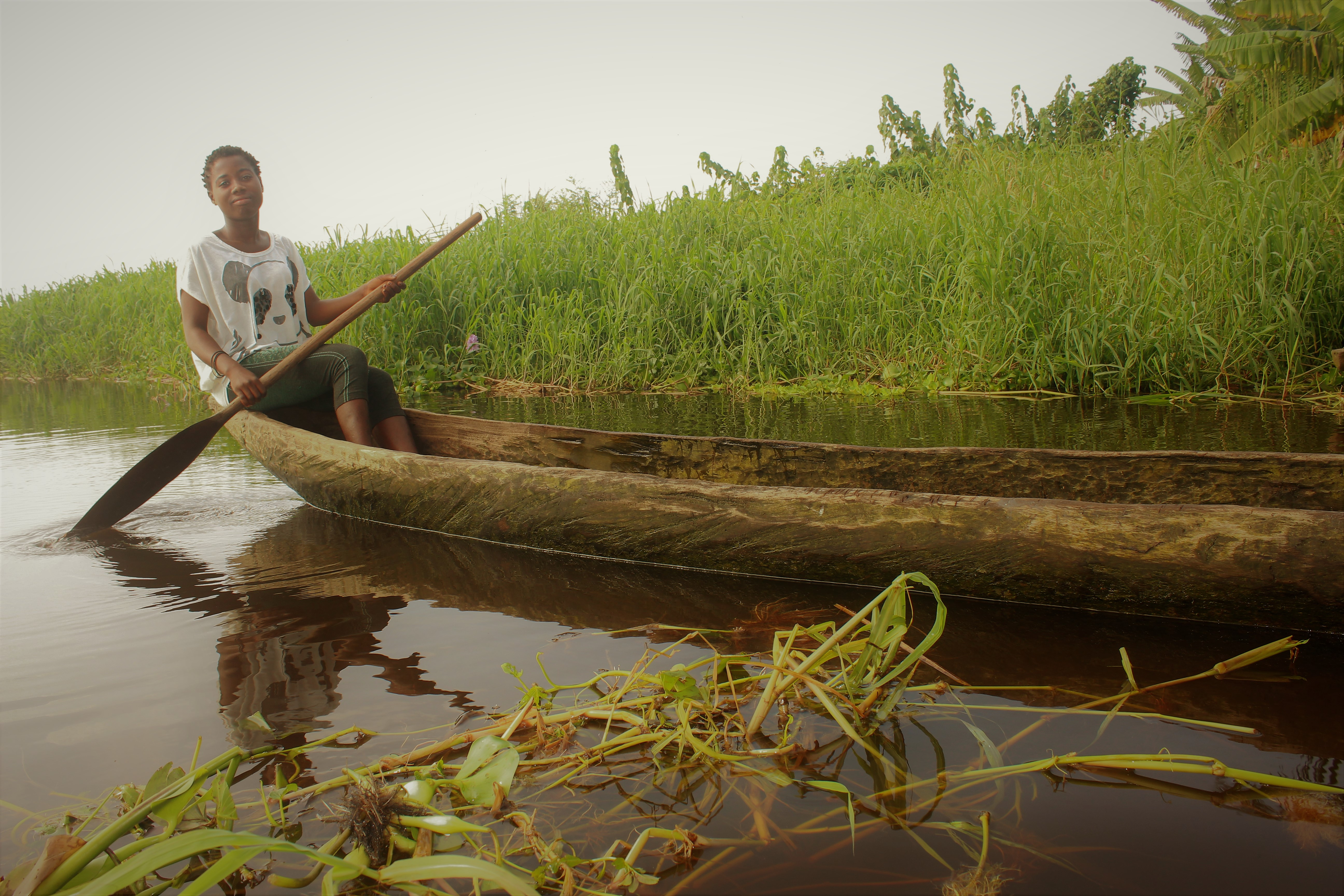
Une femme pêcheur dans le village de N'Gathy en 2014

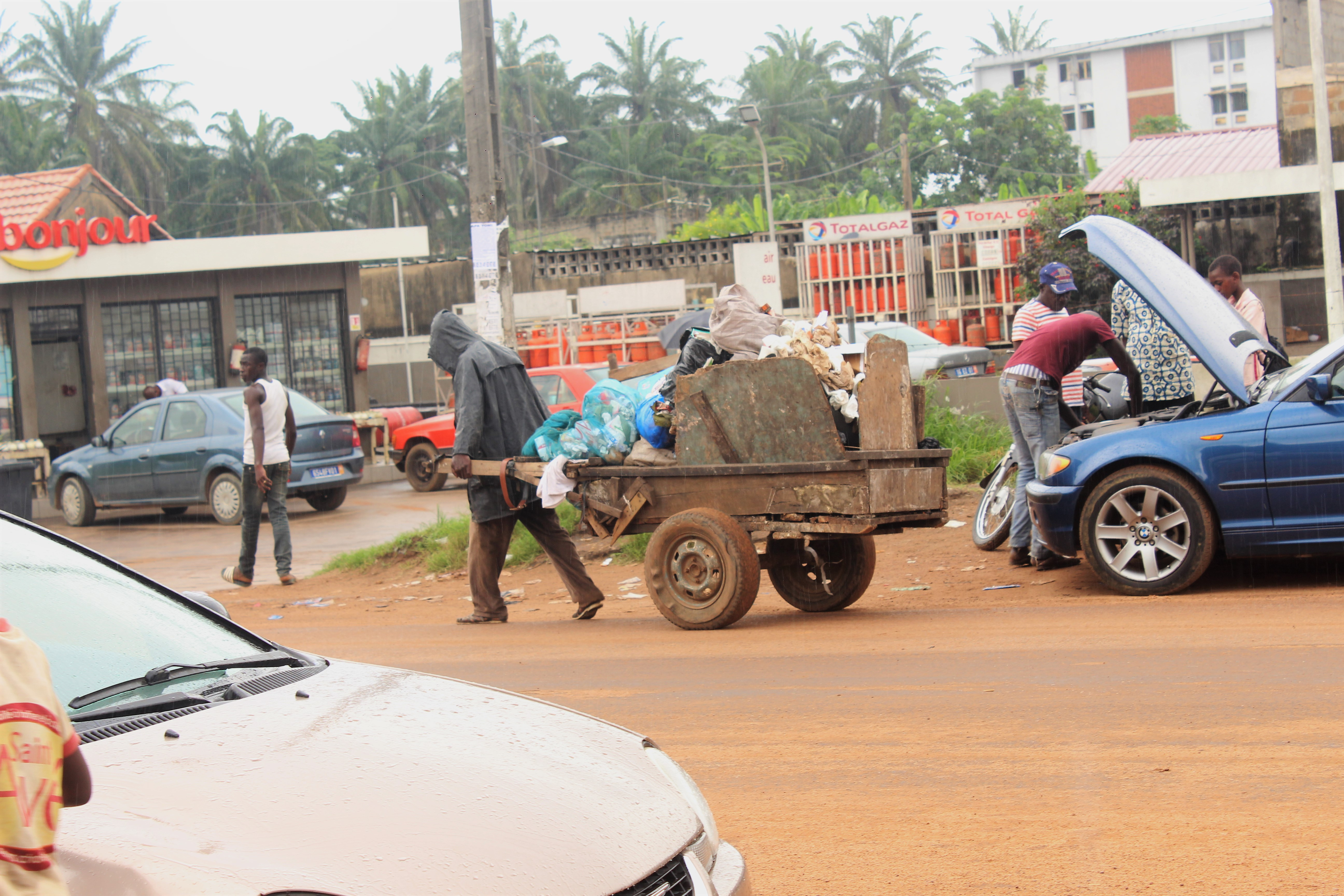
Éboueur un jour de marché à Dabou toujours en 2014

En 1998, on comptait 65 119 habitants répartis dans huit villages organisés en communes :
- Agnéby, 708 habitants ;
- Allaba, 846 ;
- Armebé, 1 359 ;
- Dabou, 54 892 ;
- Débrimou, 4 150 ;
- Gbougo I, 1 395 ;
- N'Gatty, 741 ;
- Pass, 2 287.

### Secteur non communal
En 1998, on comptait 55 185 habitants répartis dans plusieurs villages non organisés

### en communes
- Adangba-Eby, 380 habitants ;
- Agbaille, 1 136 ;
- Agnimangbo, 1 060 ;
- Ahouya, 646 ;
- Akakro, 674 ;
- Akradio, 3 512 ;
- Bodou, 397 ;
- Bohn, 771 ;
- Bouboury, 1 497 ;
- Cosrou, 2 385 ;
- Ira, 1 561 ;
- Kaka, 579 ;
- Kodogodji, 262 ;
- Kroufian, 874 ;
- Lopou, 6 130 ;
- Mopoyem, 930 ;
- N'Doumikro, 565 ;
- Niamiambo, 448 ;
- Nigui-Nanou, 747 ;
- Nouvel-Ousrou, 3 297 ;
- Opoyounem, 1 663 ;
- Orbaff, 3 587 ;
- Orgaff, 1 411 ;
- Pandah, 1 092 ;
- Petit-Badien, 941 ;
- Tiaha, 1 250 ;
- Toupah, 6 665 ;
- Vieil-Ousrou, 673 ;
- Vieux-Badien, 2 823 ;
- Yassap A, 2 834 ;
- Yassap B, 600 ;
- Yomidji, 1 077 ;
- Youhoulil, 2 718 habitants.

Depuis octobre 2005, les villages de Akradio, Cosrou, Lopou, Nouvel-Ousrou, Orbaff et Toupah ont été érigés en communes.

## Économie
L'économie de Dabou et de sa région repose en grande partie sur la culture industrielle du palmier à huile et de l’hévéa par la Société Africaine de Plantations d'Hévéas (SAPH). Le tronçon de la route bitumée dénommée « La Côtière » entre Dabou et San-Pédro passant par Grand-Lahou a été inauguré en 1993.

## Monuments

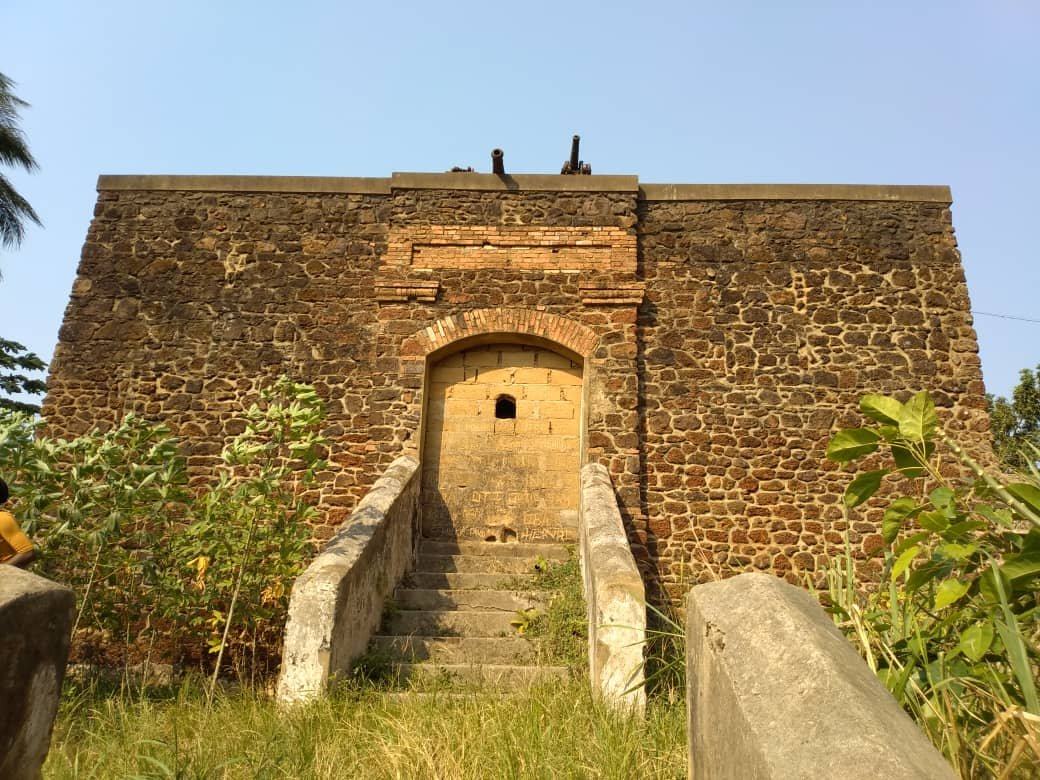
Fort Faidherbe près du débarcadère de Dabou

- Fort Faidherbe (1853)

## Personnalités liées à la ville
- Abbé Pierre-Michel Pango (1926-1993), compositeur de la musique de L'Abidjanaise, a composé l'hymne national de la Côte d'Ivoire à Dabou ;
- Christine Kafando, née à Dabou le 25 décembre 1972. Première femme du Burkina Faso ayant publiquement annoncé sa séropositivité, elle est connue pour son engagement contre le VIH ;
- L'architecte Pierre Fakhoury (basilique Notre-Dame-de-la-Paix de Yamoussoukro, Tour F de la cité administrative à Abidjan) est né le 21 août 1943 à Dabou.

## Sports
La ville dispose d'un club de football, le Omness de Dabou, qui évolue en Championnat de Division Régionale, équivalent d'une « 4e division » . Comme dans la plupart des villes du pays, il est organisé, de façon informelle, des tournois de football à 7 joueurs qui, très populaires en Côte d'Ivoire, sont dénommés Maracanas. Elle comporte également un club de handball de 1re division.